# Fußball-Badenliga 1977/78
Die Fußball-Badenliga 1977/78 war nach einer Strukturreform des Verbandes der Nachfolger der drittklassigen 1. Amateurliga und die einzige Saison der höchsten Spielklasse in Nordbaden mit diesem Namen. Nordbadischer Amateurmeister wurde der FV Weinheim, der in der Aufstiegsrunde zur 2. Bundesliga Süd keinen Erfolg hatte und sich somit zusammen mit dem SV Sandhausen, dem 1. FC Pforzheim, dem VfR Mannheim und dem SV Neckargerach für die neue Amateur-Oberliga Baden-Württemberg qualifizierten. Die restlichen Vereine spielten ab der kommenden Saison 1978/79 in der neuen höchsten Spielklasse Nordbadens, der Verbandsliga Baden. Als Aufsteiger in die Verbandsliga qualifizierten sich aus der Landesliga der SV Sinsheim, der FC Friedrichstal, Viktoria Wertheim und der FV Hockenheim.

## Abschlusstabelle
| Pl. | Verein                   | Sp. | Tore  | Punkte |
| --- | ------------------------ | --- | ----- | ------ |
| 01. | FV 09 Weinheim           | 30  | 76:40 | 44:16  |
| 02. | SV Sandhausen            | 30  | 68:42 | 40:20  |
| 03. | 1. FC Pforzheim          | 30  | 55:29 | 40:20  |
| 04. | VfR Mannheim             | 30  | 53:27 | 37:23  |
| 05. | SV Neckargerach (M)      | 30  | 47:33 | 37:23  |
| 06. | SV Schwetzingen          | 30  | 51:40 | 36:24  |
| 07. | VfB Eppingen             | 30  | 57:51 | 34:26  |
| 08. | VfR Pforzheim            | 30  | 54:38 | 31:29  |
| 09. | Karlsruher SC Amat.      | 30  | 48:39 | 30:30  |
| 10. | VfL Neckarau (N)         | 30  | 38:43 | 30:30  |
| 11. | VfB Bretten              | 30  | 44:56 | 26:34  |
| 12. | FVgg Weingarten          | 30  | 47:63 | 24:36  |
| 13. | SpVgg Neckarelz          | 30  | 37:48 | 21:39  |
| 14. | Germania Mönchzell (N)   | 30  | 43:78 | 20:40  |
| 15. | VfB Knielingen           | 30  | 32:76 | 17:43  |
| 16. | Alemannia Eggenstein (N) | 30  | 31:78 | 13:47  |